# Bengt Elofsson (vingad pil)
Bengt Elofsson (vingad pil) var son till Birger jarls bror Elof, och är den förste som för ett vapen med en pil med vingar. 
Han nämns i Svenskt Diplomatariums huvudkartotek som Omnibus christi fidelibus presentes inspecturis, Benedictus eleph son salutem in domino sempiternam Propter hominum labilem memoriam, när han i en kungörelse i februari år 1293 meddelar att skog och mark tillfallit ’fröknarna’ Ingeborg och Margareta som arv efter deras far, utfärdarens svärfar, med samtycke av utfärdarens hustru Katarina och hennes syster Birgitta. Vittnen är Lars Boberg, Rörik Birgersson och Algot Jonsson, vilka även tillsammans med utfärdaren är sigillanter.

## Barn
1. Margareta Bengtsdotter (vingad pil) (~1295 - )
2. Helga Bengtsdotter (vingad pil) (- 1393)